# دندونا
دندونا (به لاتین: Dondona) یک منطقهٔ مسکونی در ماداگاسکار است که در سوآناندریان (بخش) واقع شده‌است.
 دندونا  ۶٬۰۰۰ نفر جمعیت دارد.